# Serón de Nágima
Serón de Nágima ist ein Ort und eine Gemeinde (municipio) mit nur noch 122 Einwohnern (Stand: 2024) im Norden der Provinz Soria in der Autonomen Gemeinschaft Kastilien-León. Die Gemeinde gehört zur bevölkerungsarmen Serranía Celtibérica. 

## Lage
Serón de Nágima liegt in der von Felsen und Hügeln durchsetzten Hochebene (meseta) im Norden der Provinz Soria in einer Höhe von ca. 950 m. Die Entfernung zur nordnordwestlich gelegenen Provinzhauptstadt Soria beträgt knapp 42 km (Fahrtstrecke). Das Klima ist gemäßigt; Regen (ca. 484 mm/Jahr) fällt überwiegend im Winterhalbjahr.

## Bevölkerungsentwicklung
| Jahr      | 1970 | 1981 | 1991 | 2001 | 2011 | 2021 |
| Einwohner | 453  | 343  | 360  | 251  | 176  | 130  |

Die zunehmende Mechanisierung der Landwirtschaft, die Aufgabe bäuerlicher Kleinbetriebe (Höfesterben) und der daraus resultierende Verlust an Arbeitsplätzen haben in hohem Maße zum deutlichen Rückgang der Bevölkerung beigetragen (Landflucht).

## Sehenswürdigkeiten

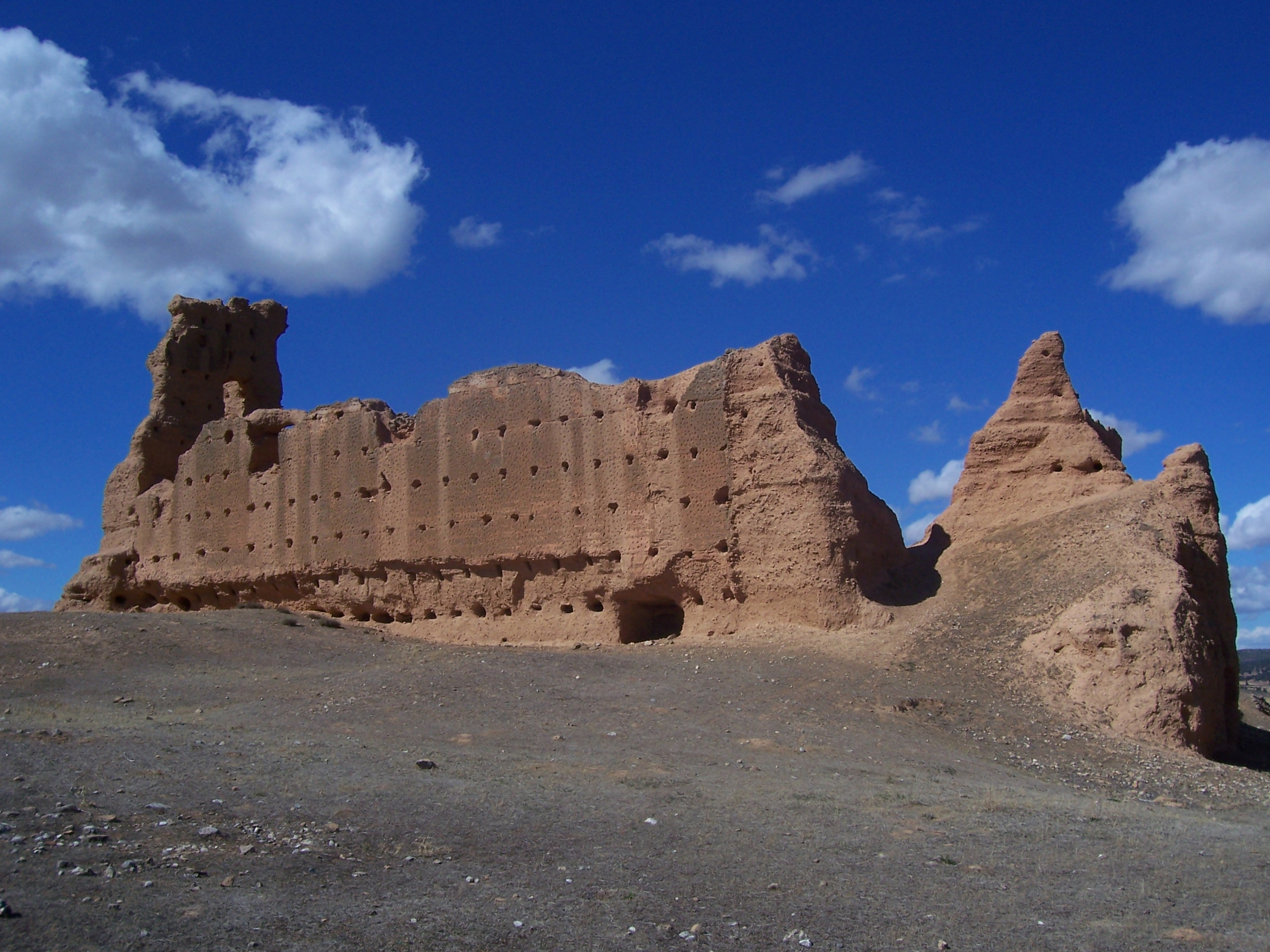
Burgruine
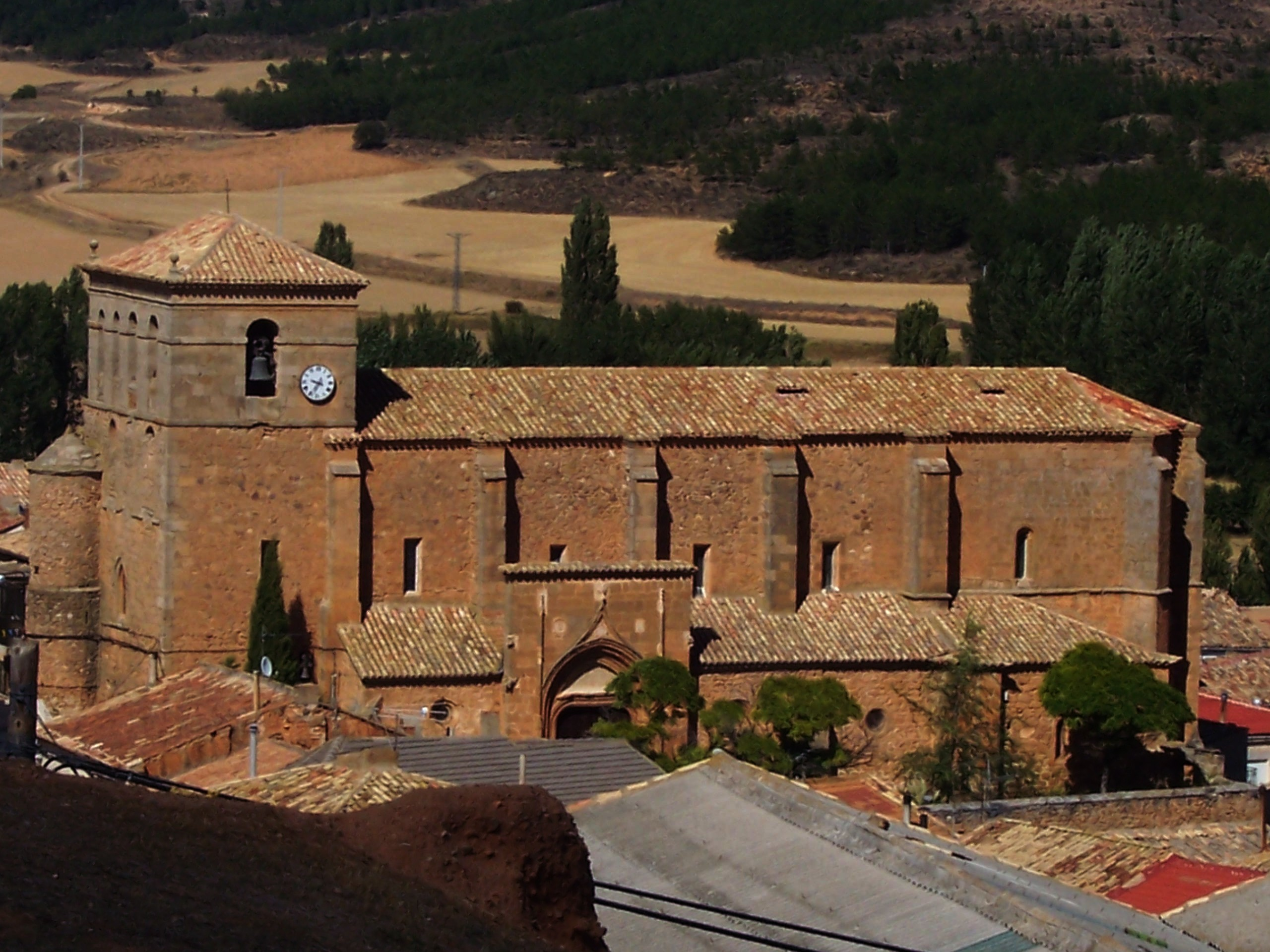
Marienkirche

- Marienkirche (Iglesia de Nuestra Señora del Mercado)
- Kreuzkirche
- Jakobuskirche
- Marienkapelle
- Rochuskapelle

- Burgruine
- Marienkirche